# Winthir

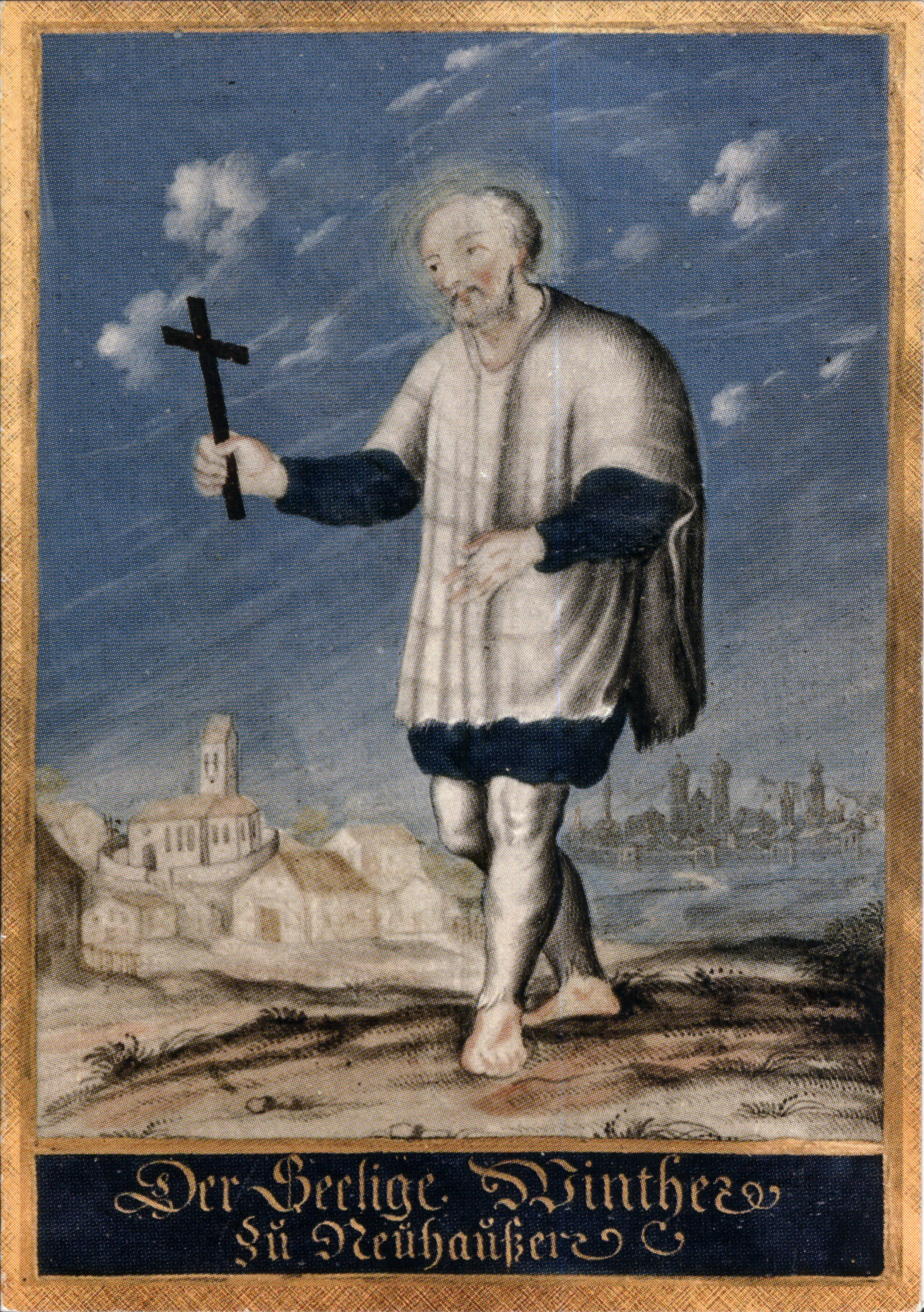
Seliger Winthir, sogenannte Winthirtafel, Pergament 18. Jahrhundert.

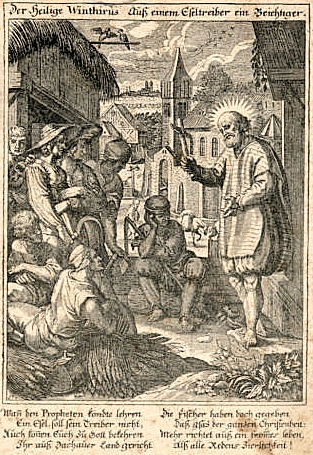
Der Selige Winthir, Stich um 1700

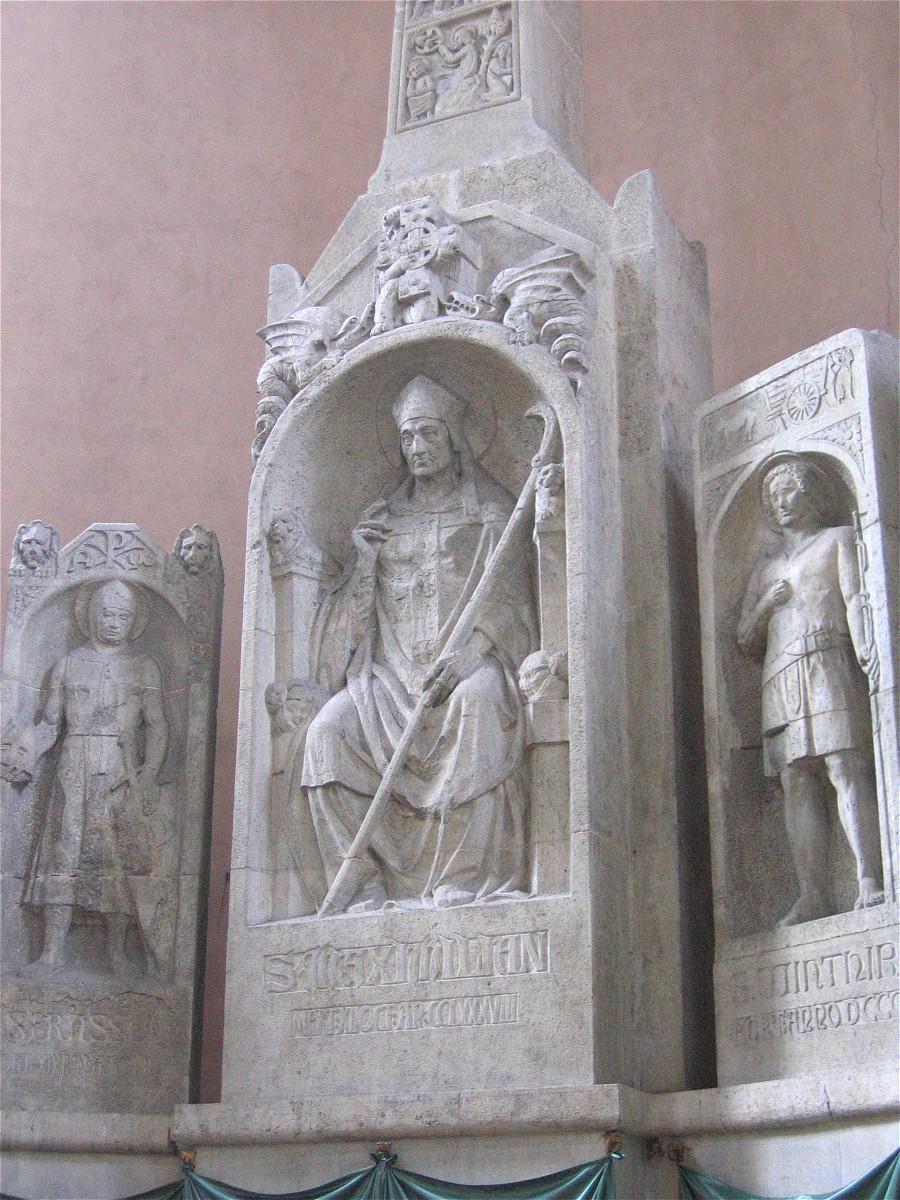
Hochaltar in der Kirche St. Maximilian (München), mit Figur des Seligen Winthir (rechts)

Winthir (* England; † Neuhausen) war vermutlich ein Wanderprediger, der im 8. oder 12. Jahrhundert die oberbayerische Region östlich der Würm, westlich der Isar, christianisierte. Nach ihm sind im Münchner Westen eine Kirche, ein Friedhof, eine Schule, eine Straße sowie diverse Orte und Geschäfte benannt. Er wird aufgrund beständiger Überlieferung im Erzbistum München und Freising als Regionalseliger verehrt; sein Name zählte im Gebiet seines Kultes zeitweise zu den gebräuchlichen Vornamen.

## Leben
Es gibt keine schriftlichen Zeugnisse bezüglich seines Lebens, nur Volksüberlieferungen. Sie besagen, dass er Anfang des 8. Jahrhunderts nach Neuhausen (heute ein Stadtteil von München) kam und als Säumer mit einem Maultier Salz beförderte. Nach der Arbeit soll er jeweils mit den Bauern über Religion gesprochen haben. Im Alter habe er ein kleines Häuschen bewohnt und von selbst gezogenem Gemüse gelebt. Nach der Überlieferung gab es zeit seines Lebens in Neuhausen weder Unwetter noch Viehseuchen.
Nach einer späteren Überlieferung soll er der Sohn eines heidnischen Grafen aus Irland gewesen sein, der auf einer Pilgerfahrt nach Jerusalem in Neuhausen ansässig wurde.
Neuere Quellen datieren ihn eher ins 12. Jahrhundert.

## Rezeption
1738 verfassten die Bauern von Neuhausen eine Schrift, in der sie angaben, dass der selige Winthir ihnen bei zahlreichen Krankheiten geholfen habe. Auch sei Neuhausen im Spanischen Erbfolgekrieg im Gegensatz zu Sendling verschont geblieben, weil die Bewohner beim seligen Winthir Zuflucht gesucht hätten.
Über Winthirs Grab entstand die Winthirkirche. Als infolge eines Unwetters 1931 große Teile davon einstürzten, ließ Pfarrer Simon Irschl (1880–1978) Grabungen vornehmen, bei denen man 1932 unter dem Gotteshaus das Skelett eines groß gewachsenen Mannes zusammen mit einem Baumstumpf auffand. Diese Fundsituation stimmte mit der Überlieferung überein, die besagte, dass Winthir unter einer Linde begraben worden sei. Die aufgefundenen Gebeine werden seither als die des Seligen angesehen.
Bei der Kirche befindet sich der Winthirfriedhof, auf dem mehrere Prominente beigesetzt sind, u. a. der Priester Joseph Anton Sambuga, Erzieher König Ludwigs I., der Journalist Siegfried Sommer und Oskar von Miller, der Gründer des Deutschen Museums.
Nach dem Seligen ist der Winthirplatz in Neuhausen benannt, ebenso die Winthirschule und mehrere Geschäfte. Am Winthirplatz steht bis heute die sogenannte Winthirsäule, die im 15. Jahrhundert zu seiner Ehre errichtet wurde.

## Name und Namenstag
Der Name deutet auf iroschottische Abstammung hin, die jedoch nicht belegt ist. Auch Althochdeutsch für Freund im Kampf.
Namenstag: 29. Dezember;
Gedenktag: 6. August